# Jóanes Nielsen
Jóanes Nielsen, född 5 april 1953 i Torshamn, är en färöisk författare.

### Översättningar till danska
- 1988 – Saltet i dampende middagsgryder (dikter), översatt av Ebba Hentze (Vindrose), ISBN 87-7456-351-3
- 1992 – Gummistøvlerne er de eneste tempelsøjler vi ejer på Færøerne (roman), översatt av Ebba Hentze (Vindrose), ISBN 87-7456-460-9
- 1994 – Kirkerne på havets bund (dikter), översatt av Ebba Hentze (Vindrose), ISBN 87-7456-490-0
- 1999 – Sting (dikter), översatt av Ebba Hentze (Vindrose), ISBN 87-7456-598-2
- 2005 – Hedder noget land weekend? : skuespil i syv afsnit, översatt av Ebba Hentze, ISBN 87-7865-562-5
- 2008 – Glansbilledsamlerne (roman), översatt av Povl Skårup (Torgard), ISBN 978-87-92286-04-8
- 2010 – Broer af sultne ord (dikter), översatt av Erik Skyum-Nielsen (Torgard)
- 2011 – Smukke fejltagelser (sammen med Peter Laugesen) (dikter)
- 2011 – Der findes dem der tager måneskin alvorligt (dikter), översatt av Erik Skyum-Nielsen (Torgard)
- 2012 – Brahmadellerne – en nordatlantisk krønike (roman), översatt av Povl Skårup (Torgard),
- 2016 – Tapet mellem århundreder (dikte), översatt av Hugin Eide (Torgard)

### Översättningar till norska
- 2003 – Sting (dikter), översatt av Lars Moa, Orkana. ISBN 82-8104-007-6 [1]
- 2004 – Bruer av svoltne ord (dikter), översatt av Lars Moa, Samlaget. ISBN 978-82-521-7115-0
- 2007 – Frå alle kantar ber vinden med seg ord og plantar og teikn (dikter i urval), översatt av Lars Moa, Samlaget. ISBN 978-82-521-7115-0
- 2008 – Det fins dei som tar månelys på alvor (dikter), översatt av Lars Moa (Orkana), ISBN 978-82-8104-062-5
- 2009 – Glansbildesamlarane (roman), översatt av Lars Moa (Heinesen forlag), ISBN 978-82-8177-015-7
- 2012 – Brahmadellane (roman), översatt av Lars Moa, ISBN 978-82-93065-24-1

### Översättningar till isländska
- 2013 – Glansmyndasafnararnir, översatt av Kristína Svanhild Ólafsdóttur, Draumsýn Bókaforlag

## Priser och utmärkelser
- Färöarnas litteraturpris 1984
- Nominerades för Nordiska rådets litteraturpris 1988
- Nominerades för Nordiska rådets litteraturpris 1994
- Nominerades för Nordiska rådets litteraturpris 1999
- Nordisk Dramatiker Pris för Eitur nakað land week-end?, 2002
- Nominerades för Nordiska rådets litteraturpris 2004
- Färöarnas kulturpris, 2011
- Färöarnas litteraturpris 2012 (M. A. Jacobsen's Litteraturpris)
- Nominerades för Nordiska rådets litteraturpris 2013